# Constancia Mangue
Constancia Mangue Nsue Okomo (ur. 20 sierpnia 1952 w Angong) – polityczka i przedsiębiorczyni z Gwinei Równikowej.

## Życiorys
Należy do grupy etnicznej Fang. Urodziła się w Angong nieopodal Mongomo w kontynentalnej części ówczesnej Gwinei Hiszpańskiej. Kształciła się w szkole katolickiej w Bacie. Ukończyła następnie Escuela Universitaria de Formación del Profesorado Martin Luther King. 12 grudnia 1968 poślubiła Teodora Obianga Nguemę Mbasogo, wojskowego należącego do klanu ściśle powiązanego z elitą rządzącą Gwinei Równikowej. Po zamachu stanu z sierpnia 1979 jej małżonek przejął władzę w kraju, początkowo jako szef junty, następnie zaś jako prezydent. Constancia jako jego główna małżonka tytułowana jest pierwszą damą.
Odgrywa istotną rolę w życiu politycznym kraju, jest członkinią Biura Politycznego oraz Komitetu Wykonawczego rządzącej Partii Demokratycznej (PDGE), jak również wiceprzewodniczącą tej formacji. Kieruje afiliowanym przy PDGE stowarzyszeniem kobiet. Wskazuje się również na jej znaczne wpływy o charakterze zakulisowym i nieinstytucjonalnym. Szereg jej bliskich krewnych i powinowatych wchodzi w skład aparatu władzy. Victoriano Bibang Nsue Okomo i Teodoro Biyogo Nsue Okomo, jej bracia, pełnią odpowiednio funkcje ministra obrony oraz szefa gabinetu prezydenta. Zbudowała rozległe imperium biznesowe. Jest posiadaczką połowy udziałów w stołecznym porcie lotniczym, szpitali w Mongomo i w Malabo oraz sieci supermarketów MUANKABAN czy restauracji Las Gaviotas. Należy do niej także firma budowlana ABC odpowiedzialna za znaczną część wykonywanych w kraju robót publicznych.
Znana z umiejętności poruszania się pośród gwinejskich intryg pałacowych, stara się wspierać swego syna Teodorína w walce o schedę po sędziwym i schorowanym prezydencie Obiangu. Nazywana jest Zé, co w języku fang oznacza panterę.